# Bahnstrecke Misrata–Sabha

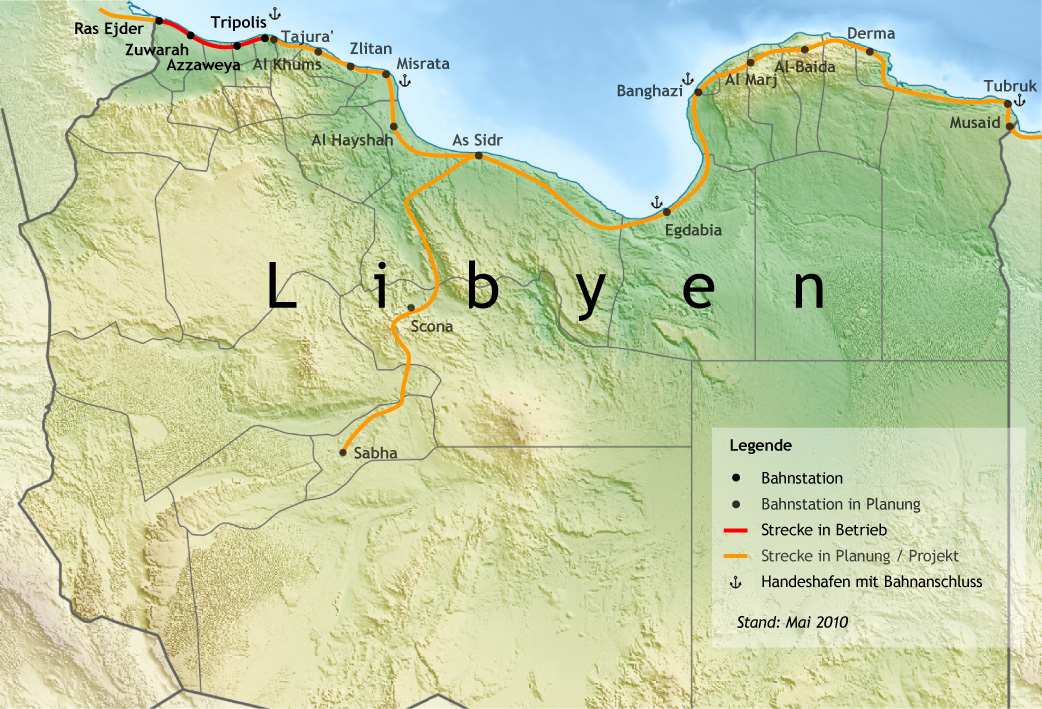
Geplantes Eisenbahnnetz Libyens

Die Bahnstrecke Misrata–Sabha ist eine im Bau befindliche zweigleisige, normalspurige, rund 810 Kilometer lange Eisenbahnstrecke in Libyen. Sie zweigt zwischen den nahe der Küste befindlichen Siedlungen Al Hayshah (El Isha) und Abu Qurayn (Abugrein) von der Bahnstrecke Ras Ejder–Sirt in südlicher Richtung ab und führt nach Sabha. Nach anderen Quellen ist die Anbindung in Sirt geplant. Die nord-süd-gerichtete Strecke wird eingleisig ausgeführt. In einem späteren Stadium soll sie nach Süden über Al Gadrun und Toumu in Richtung Niger verlängert werden.
Hauptgrund für den Bau dieser Verbindung ist, die Eisenerzlagerstätten bei Sabha und das Stahlwerk in Misrata zu verbinden, sowie Kaolin und Quarzsand zu den Seehäfen und Industriestandorten an der libyschen Küste zu verfrachten.
Das Projekt wurde 2008 – ausschließlich der Signaltechnik – an die China Railway Construction Corporation vergeben. Für die Signaltechnik erhielt die italienische Ansaldo STS den Auftrag. Die Strecke sollte 2012 eröffnet werden. Verursacht durch den Bürgerkrieg in Libyen wurden die Arbeiten im Februar 2011 unterbrochen, als die Volksrepublik China ihre Kräfte evakuierte.